# فيتسباتريك
فيتسباتريك (بالإنجليزية: Fitzpatrick)‏ هي مدينة أمريكية تقع في ولاية ألاباما.ويبلغ عدد سكانها 83 نسمة حسب إحصاء سنة 2010 م.